# The Women (pel·lícula de 1939)
The Women és una pel·lícula estatunidenca dirigida per George Cukor, estrenada el 1939.
Aquesta pel·lícula té la particularitat de tenir un repartiment exclusivament femení. dirigida magistralment per un Cukor alhora misogin i feminista, The Women val també per a la seva interpretació i els seus diàlegs brillants.

## Argument
Mary Haines és l'esposa exemplar d'un home de negocis -Stephen Haines- i mare d'una filla. És envoltada d'amigues més aviat xafarderes, especialment Sylvia Fowler que sap alguna cosa que Mary ignora.
Stephen té una relació amb Crystal Allen, una venedora. Gràcies «a les bones cures» de Sylvia, Mary descobreix la veritat. Després d'una forta confrontació amb Crystal, i empenyada per Sylvia, Mary va a divorciar-se a Reno. Poc després, Stephen es casa amb Crystal i Mary comprèn, però massa tard, que per orgull s'ha divorciat massa ràpidament. Descobrint per la seva filla que Crystal enganya ja Stephen, decideix anar a reconquerir el seu marit, «armada» d'urpes acerades pintades amb el pintaungles « Vermell Jungla».

## Repartiment
- Norma Shearer: Marie Haines
- Joan Crawford: Crystal Allen
- Rosalind Russell: Sylvia Fowler
- Paulette Goddard: Miriam Aarons
- Joan Fontaine: Peggy Day
- Mary Boland: La comtessa de Lave
- Hedda Hopper: Dolly de Peyster
- Marjorie Main: Lucy
- Phyllis Povah: Edith Phelps Potter
- Virginia Weidler: La petita Mary
- Lucile Watson: Sra. Moorehead
- Cora Witherspoon: Sra. Van Adams

Actrius que no surten als crèdits:
- Mary Anderson: Una jove
- Lilian Bond: Sra. Erskine
- Esther Dale: Ingrid
- Grace Hayle: Una ciclista
- Gertrude Astor: Infermera a la piscina de fang
- Aileen Pringle: Miss Carter
- Betty Blythe: Mrs South

## Al voltant de la pel·lícula
- La primera originalitat d'aquesta comèdia agre-dolça The Women és que des del paper protagonista fins a la més petita figurant, el repartiment és exclusivament femení. El càsting implica més de 130 dones, i per evitar friccions tempestuoses entre les estrelles de la pel·lícula, el productor Hunt Stromberg va contractar el més cèlebre «director d'actrius» de Hollywood, George Cukor que rodava llavors Allò que el vent s'endugué. El director acusat d'afavorir el paper de Vivien Leigh, en detriment de Clark Gable, va ser reemplaçat per Victor Fleming. Va poder així posar en escena  The Women.
- La història oposa una esposa a l'amant del seu marit i és així com Norma Shearer es va enfrontar per primera vegada amb Joan Crawford a la pantalla. Totes dues eren estrelles de la MGM i una forta rivalitat regnava entre elles. Norma Shearer era la dona d'Irving Thalberg, productor braç dret de Louis B. Mayer, al capdavant de la MGM. I durant més de deu anys, Joan va retreure a Norma Shearer que aprofités aquest estatus especial d'esposa de Thalberg per obtenir els millors papers de la MGM.
- Divuit anys més tard, la MGM produirà un remake de The Women, The Opposite Sex amb June Allyson al paper de Norma Shearer i Joan Collins en el de Joan Crawford. Contràriament a la pel·lícula de George Cukor, The Opposite sex, dirigida per David Miller, implica alguns papers masculins.
- The Women és una pel·lícula comèdia dramàtica estatunidenca dirigida per Diane English, estrenada el 2008, protagonitzada per Meg Ryan, Annette Bening, Eva Mendes, Debra Messing, Jada Pinkett Smith, Carrie Fisher, Cloris Leachman, Debi Mazar, Bette Midler, i Candice Bergen, que revisa la pel·lícula de George Cukor de 1939.[1]
- The Women va ser un dels principals èxits de l'any 1939.

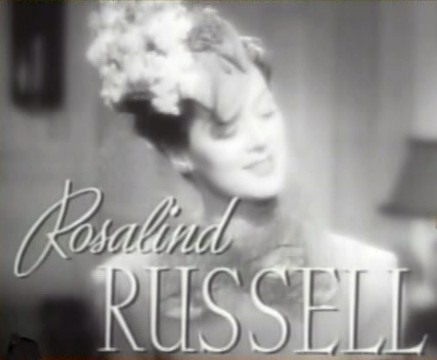
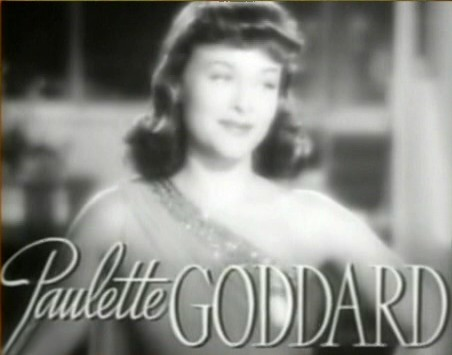
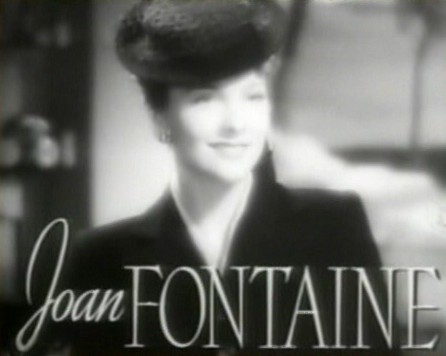
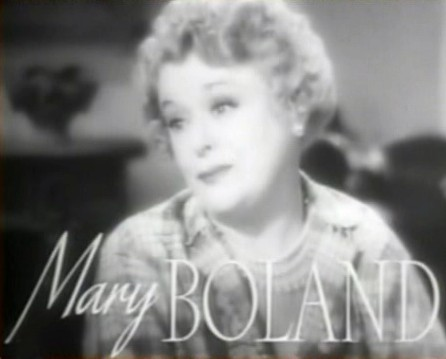
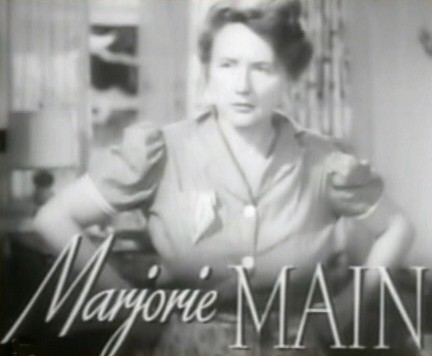
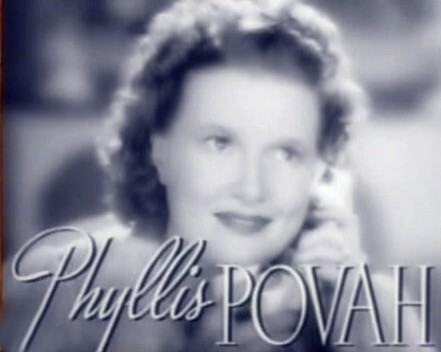
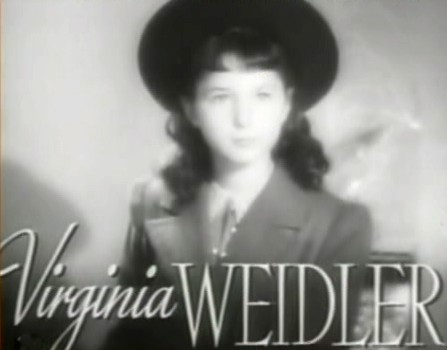
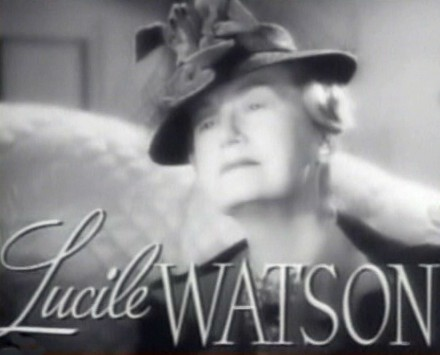